# Arneb
Arneb eller Alfa Leporis (α Leporis, förkortat Alfa Lep, α Lep) som är stjärnans Bayerbeteckning, är en ensam stjärna belägen i den mellersta delen av stjärnbilden Haren. Den har en skenbar magnitud på 2,59, är synlig för blotta ögat och den ljusaste stjärna i stjärnbilden. Baserat på parallaxmätning inom Hipparcosuppdraget på ca 1,5 mas, beräknas den befinna sig på ett avstånd på ca 2 200 ljusår (ca 680 parsek) från solen. Sedan 1943 har spektret av denna stjärna fungerat som en av de stabila referenser som andra stjärnor klassificeras efter.

## Nomenklatur
Alfa Leporis har det traditionella namnet Arneb som kommer från det arabiska أرنب arnab, hare (Lepus är det latinska ordet för hare). År 2016 organiserade Internationella astronomiska unionen en arbetsgrupp för stjärnnamn (WGSN) med uppgift att katalogisera och standardisera riktiga namn för stjärnor. WGSN:s första bulletin av juli 2016 innehöll en tabell över de första två satserna av namn som fastställts av WGSN och som inkluderar namnet Arneb för denna stjärna.

## Egenskaper
Arneb är en gul till vit superjättestjärna av spektralklass F0 Ib, där luminositetsklassen Ib anger att den är i den lägre delen av ljusstarka superjättar. Den har en massa som är ca 14 gånger större än solens massa, en radie som är ca 129 gånger större än solens och utsänder från dess fotosfär ca 32 000 gånger mera energi än solen vid en effektiv temperatur på ca 6 850 K.
Arneb är en äldre, döende stjärna som kanske redan har gått igenom en superjättefas och nu kontraherar och värms upp i de senare faserna av stjärnutvecklingen, eller kanske fortfarande expanderar i superjättefasen. Baserat på dess beräknade massa förväntas den sluta sitt liv i en spektakulär stjärnexplosion som kallas supernova.